# Junior Eurovision Song Contest 2011
La nona edizione del Junior Eurovision Song Contest si è svolta il 3 dicembre 2011 presso l'Arena Demircian di Erevan, in Armenia.
Il concorso si è articolato in un'unica finale condotta da Gohar Gasparyan e Avet Barseghyan, ed è stato trasmesso in 15 paesi (inclusa l'Australia). La durata totale del concorso è stata di 2 ore.
In questa edizione è stato confermato il ritorno della Bulgaria, mentre Malta e Serbia hanno annunciato il proprio ritiro.
Le vincitrici sono state le Candy per la Georgia con Candy Music.

## Organizzazione
L'emittente televisiva armena ARMTV è stata incaricata dal comitato dell'Unione europea di radiodiffusione (UER) a ricevere l'onore di organizzare la manifestazione, diventando il primo paese a vincere il concorso, ed automaticamente organizzare l'edizione successiva.

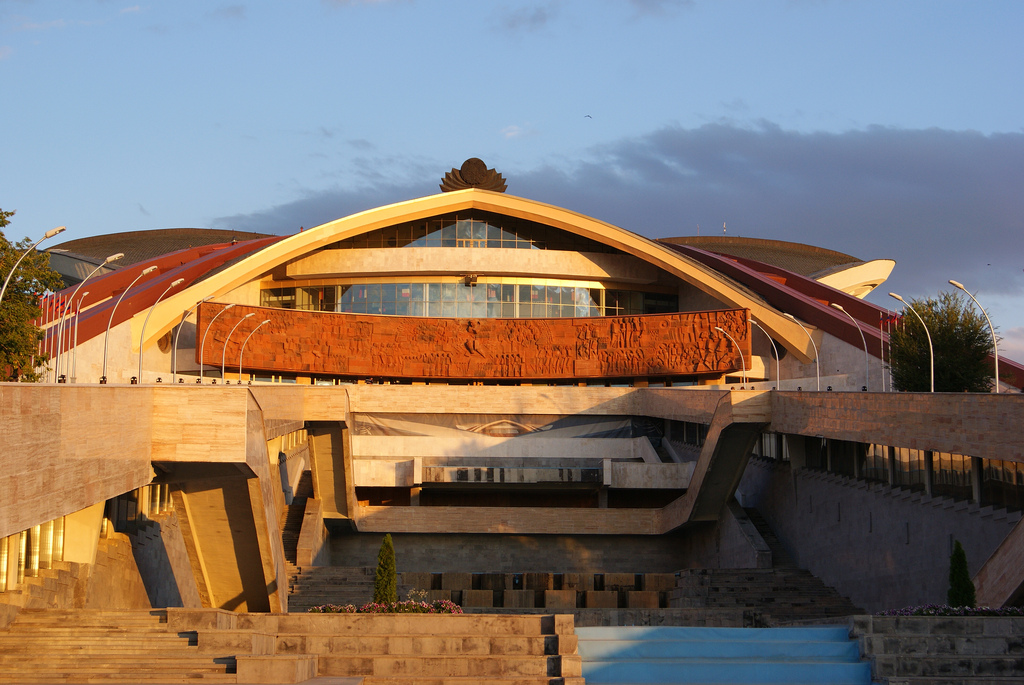
L'Arena Demircian, sede del Junior Eurovision Song Contest 2011.

### Scelta della sede
Il 18 gennaio 2011, l'UER e ARMTV confermarono che la sede sarebbe stata l'Arena Demircian, collocata nella capitale Erevan. L'arena, con una capienza di circa 7.000 persone, include una sala riservata ai concerti, una sala per gli eventi sportivi ed una sala conferenze.

### Cambio superiore esecutivo
Per il ruolo di supervisore esecutivo del concorso è stato designato l'olandese Sietse Bakker, che succede allo svedese dimissionario Svante Stockselius. Bakker lavorerà in stretta collaborazione con il nuovo supervisore esecutivo dell'Eurovision Song Contest, il norvegese Jon Ola Sand.
In base alle dichiarazioni di Sietse Bakker l'evento è stato trasmesso in Eurovisione e sul sito web del JESC a partire dalle 19:30 CET ossia con 45 minuti di anticipo rispetto all'anno precedente. La decisione di anticipare l'evento è dovuta al fuso orario armeno. Infatti quando è cominciato lo show in Armenia erano le 22:30 e senza quell'anticipo, l'evento si sarebbe svolto in orari poco adeguati considerando il target giovanile della manifestazione.

### Slogan e logo
Il logo ufficiale dell'evento è stato reso noto il 15 luglio 2011. È stato disegnato da un team composto da professionisti di ARMTV, l'UER, in collaborazione con l'islandese Guðmundur Þór Kárason, già creatore del logo della serie per bambini Lazy Town.
Il logo rappresenta delle barre equalizzartici disposte a forma di montagna che alludono al Monte Ararat; monte che può essere facilmente scorto in tutta Erevan. Bakker durante la presentazione dello slogan e del logo ha affermato:
(Sietse Bakker, Supervisore UER del Junior Eurovision Song Contest)

### Cartoline
Come tradizione, tra una esibizione e l'altra sono state trasmesse le così chiamate cartoline. In questa edizione sono state tutte dedicate all'Armenia e alla sua gente ed in particolare ai sogni dei bambini armeni ed al loro realizzo. Diversamente da come è accaduto nelle scorse edizioni, i partecipanti del JESC non sono stati presenti nelle cartoline.
Di seguito sono elencati i contenuti delle cartoline di alcuni paesi:
- Armenia – Scacchisti e calciatori
- Belgio – Direttore d'orchestra
- Bielorussia – Dottori ed infermieri
- Bulgaria – Macchine e autisti
- Georgia – Pasticceria
- Lettonia – Fabbri ed orologiai
- Lituania – Architettura
- Macedonia – Astronomia
- Moldavia – Albero di pesche
- Paesi Bassi – Festa della mamma
- Russia – Piloti d'aereo
- Svezia – Aspirante cantante
- Ucraina – Pompieri

### Presentatori ed ospiti
A presentare lo spettacolo sono stati gli armeni Gohar Gasparyan e Avet Barseghyan.
- Gohar Gasparyan è il capo della delegazione armena dell'Eurovision Song Contest oltre al Junior Eurovision Song Contest, è anche giornalista e conduttrice di diversi show televisivi. Ha cominciato la sua carriera di presentatrice all'età di undici anni ed è stata commentatrice oltre che portavoce dell'Armenia all'Eurovision Song Contest sin dal debutto del suo paese all'evento, ossia, nel 2006.
- Avet Barseghyan è un volto molto noto in Armenia. Durante la sua carriera decennale, ha presentato diversi programmi popolari nel suo paese tra cui si ricordano: le selezioni dell'Eurovision Song Contest, Armenian Idol (versione armena dell'omologo talent show americano American Idol) e della versione armena de Chi vuol essere milionario?. Inoltre ha composto i testi di oltre duecento canzoni in lingua armena e in russo.

Ospiti speciali sono stati Sirusho e Vladimir Arzumanyan, quest'ultimo noto per aver dato la vittoria all'Armenia nella scorsa edizione del contest. L'UER ha inoltre confermato la presenza di Molly Sandén come ospite speciale. In passato ha partecipato all'edizione 2006 del concorso in rappresentanza della Svezia, oltre ad aver partecipato a diverse edizioni del Melodifestivalen.

### Vendita biglietti
L'Unione europea di radiodiffusione ha fatto sapere che si potevano comprare i biglietti sia per il 3 dicembre, giorno in cui si è tenuto lo spettacolo in diretta, sia per il 2 dicembre, giorno in cui si è tenuta la seconda prova generale. La vendita dei biglietti del JESC 2011 è cominciata il 12 ottobre ed il costo del biglietto dello spettacolo è oscillato tra i 5 000 ed i 75 000 dram armeni (tra i 10 ed i 150 euro), mentre, per i biglietti della seconda prova generale il prezzo è oscillato tra i 2 000 ed i 15 000 dram armeni (dai 4 ai 30 euro).

### Sistema di voto
I cittadini di ogni stato partecipante hanno potuto votare chiamando da telefono fisso oppure tramite SMS, e conta per il 50% dei voti totali. Ogni Stato ha 10 preferiti e in base ai voti espressi si aggiudicano i punti: 1, 2, 3, 4, 5, 6, 7, 8, 10 e 12 per il preferito. Inoltre ogni paese ha una giuria che conta per il restante 50% dei voti. All'inizio, come ogni anno, tutti i paesi hanno ricevuto automaticamente 12 punti.
Come per l'Eurovision Song Contest 2012, a partire da questa edizione, è stata ripristinata la finestra-televoto. I telespettatori non hanno potuto più votare sin da prima che cominciassero le esibizioni, ma solo dopo che l'esecuzione di tutte le canzoni in concorso. La finestra televoto ha avuto una durata di 15 minuti. I ricavi sono andati ad un'associazione onlus denominata World Vision. Inoltre, a causa del basso numero di paesi partecipanti, i portavoce di ciascun paese hanno letto tutti i risultati del televoto, non più, quindi, solo i punti da 8 a 12.

## Stati partecipanti

Stati partecipanti
Stati che hanno partecipato in passato ma non nel 2011

Stati partecipanti
     Stati che hanno partecipato in passato ma non nel 2011
| Stato                   | Artista            | Brano              | Lingua             | Processo di selezione                                                |
| ----------------------- | ------------------ | ------------------ | ------------------ | -------------------------------------------------------------------- |
| Armenia (organizzatore) | Dalita             | Welcome to Armenia | Armeno, inglese    | Junior Eurosong 2011, 17 settembre 2011                              |
| Belgio                  | Femke              | Een kusje meer     | Olandese           | Junior Eurosong 2011, 30 settembre 2011                              |
| Bielorussia             | Lidzija Zablockaja | Angely dobra       | Russo              | The Republican Children’s Contest, 23 settembre 2011                 |
| Bulgaria                | Ivan Ivanov        | Superhero          | Bulgaro            | Konkurs za detska pesen na Evroviziya 2011, 2 ottobre 2011           |
| Georgia                 | Candy              | Candy Music        | Georgiano, inglese | Junior Eurovision 2011, 9 luglio 2011                                |
| Lettonia                | Amanda Bašmakova   | Moondog            | Lettone            | Balss Pavēlnieks 2011                                                |
| Lituania                | Paulina Skrabytė   | Debesys            | Lituano            | Vaikų Eurovizijos nacionalinė atranka 2011, 18 settembre 2011        |
| Macedonia               | Dorijan Dlaka      | Žimi ovoj frak     | Macedone           | Junior EuroSong 2011                                                 |
| Moldavia                | Lerika             | No, No             | Rumeno, inglese    | Eurovisionul copiilor 2011, 6 ottobre 2011                           |
| Paesi Bassi             | Rachel             | Teenager           | Olandese, inglese  | Junior Songfestival 2011, 1º ottobre 2011                            |
| Russia                  | Ekaterina Rjabova  | Romeo and Juliet   | Russo              | Junior EuroSong 2011, 29 maggio 2011                                 |
| Svezia                  | Erik Rapp          | Faller             | Svedese            | Interno; 11 ottobre 2011 per l'artista; 12 ottobre 2011 per il brano |
| Ucraina                 | Kristall           | Jevropa            | Ucraino            | Nacvidbir 2011                                                       |

## L'evento
La manifestazione si è svolta il 3 dicembre 2011 alle 19:30 CET; vi hanno gareggiato 13 paesi.
Nell'Interval Act si sono esibiti Molly Sandén con Spread a Little Light, Sirusho con una versione remix di Qélé, qélé ed infine il vincitore dell'edizione precedente Vladimir Arzumanyan con Mama.
| N° | Stato       | Artista            | Brano              | Punti | Posizione |
| -- | ----------- | ------------------ | ------------------ | ----- | --------- |
| 1  | Russia      | Ekaterina Rjabova  | Romeo and Juliet   | 99    | 4         |
| 2  | Lettonia    | Amanda Bašmakova   | Moondog            | 31    | 13        |
| 3  | Moldavia    | Lerika             | No, No             | 78    | 6         |
| 4  | Armenia     | Dalita             | Welcome to Armenia | 85    | 5         |
| 5  | Bulgaria    | Ivan Ivanov        | Superhero          | 60    | 8         |
| 6  | Lituania    | Paulina Skrabytė   | Debesys            | 53    | 10        |
| 7  | Ucraina     | Kristall           | Jevropa            | 42    | 11        |
| 8  | Macedonia   | Dorijan Dlaka      | Žimi ovoj frak     | 31    | 12        |
| 09 | Paesi Bassi | Rachel             | Teenager           | 103   | 2         |
| 10 | Bielorussia | Lidzija Zablockaja | Angely dobra       | 99    | 3         |
| 11 | Svezia      | Erik Rapp          | Faller             | 57    | 9         |
| 12 | Georgia     | Candy              | Candy Music        | 108   | 1         |
| 13 | Belgio      | Femke              | Een kusje meer     | 64    | 7         |

12 punti
| N. | A           | Da                             |
| -- | ----------- | ------------------------------ |
| 3  | Bielorussia | Moldavia, Russia, Ucraina      |
| 3  | Georgia     | Armenia, Bielorussia, Lituania |
| 2  | Paesi Bassi | Belgio, Lettonia               |
| 2  | Russia      | Bulgaria, Svezia               |
| 1  | Belgio      | Paesi Bassi                    |
| 1  | Bulgaria    | Macedonia                      |
| 1  | Lituania    | Georgia                        |

## Portavoce
- Russia: Valentin Sadyki
- Lettonia: Šarlote Lēnmane (Rappresentante dello Stato al Junior Eurovision Song Contest 2010)
- Moldavia: Ștefan Roșcovan (Rappresentante dello Stato al Junior Eurovision Song Contest 2010)
- Armenia: Razmik Argadžanjan
- Bulgaria: Samuil Sarandev-Sančo
- Lituania: Dominykas Žvirblis
- Ucraina: Amanda Koenih
- Macedonia: Anja Veterova (Rappresentante dello Stato al Junior Eurovision Song Contest 2010)
- Paesi Bassi: Anna Lagerweij
- Bielorussia: Anna Kovalёvа
- Svezia: Ina-Jane von Herff
- Georgia: Elene Makashvili
- Belgio: Jill & Lauren (Rappresentanti dello Stato al Junior Eurovision Song Contest 2010)

## Trasmissione dell'evento e commentatori

### Televisione e radio
| Paese                | Emittente | Stazione    | Commentatori                       | Note   |
| -------------------- | --------- | ----------- | ---------------------------------- | ------ |
| Armenia              | ARMTV     | ARMTV       | Artak Vandanyan Marianna Javakhyan |        |
| Australia            | SBS       | SBS One     | Sconosciuto                        | [ 12 ] |
| Belgio               | VRT       | Één         | Kristien Maes Tom De Cock          |        |
| Bielorussia          | BTRC      | Belarus 1   | Denis Kur'jan                      |        |
| Bosnia ed Erzegovina | BHRT      | BHT1        | Sconosciuto                        | [ 13 ] |
| Bulgaria             | BNT       | BNT1        | Elena Rosberg Georgi Kušvaliev     |        |
| Georgia              | GPB       | 1TV         | Temo Kvirkvelia                    |        |
| Lettonia             | LTV       | LTV1        | Markus Riva                        |        |
| Lituania             | LRT       | LTV 1       | Darius Užkuraitis                  |        |
| Macedonia            | MRT       | MRT 1       | Elizabeta Cebova                   |        |
| Moldavia             | TRM       | TRM1        | Rusalina Rusu                      |        |
| Paesi Bassi          | NPO       | Nederland 3 | Marcel Kuijer                      |        |
| Russia               | VGTRK     | Rossija 1   | Ol'ga Šelest                       |        |
| Svezia               | SVT       | SVT B       | Edward af Sillén Ylva Hällen       |        |
| Ucraina              | NTU       | UA:Peršyj   | Timur Mirošnyčenko                 | [ 14 ] |

### Streaming
| Paese | Piattaforma |
| ----- | ----------- |
| Mondo | YouTube     |

## Stati non partecipanti
- Malta: la delegazione dell'emittente maltese PBS ha confermato l'assenza dell'isola in quest'edizione, citando gli scarsi risultati ottenuti nella manifestazione.
- San Marino: l'emittente San Marino RTV aveva espresso interesse verso l'evento e si era iscritta provvisoriamente per partecipare al concorso. Tuttavia, il successivo 7 ottobre, il capo della delegazione sammarinese Alessandro Capicchioni ha dichiarato che il paese non avrebbe partecipato alla manifestazione poiché l'emittente non è stata capace di trovare il giusto rappresentante entro il tempo stabilito. Inoltre, ha aggiunto che il suo paese si sarebbe concentrato sulla partecipazione all'Eurovision Song Contest 2012 e che avrebbe sperato in un debutto del Titano al JESC nell'edizione successiva.
- Serbia: l'emittente RTS, tramite il capo della delegazione Dragoljub Ilić, ha confermato il ritiro dalla manifestazione citando dei problemi finanziari.[15]